# Thomas J. Hennen
Thomas John Hennen (* 17. August 1952 in Albany, Georgia) ist ein ehemaliger US-amerikanischer Astronaut.
Seit 1973 arbeitete Hennen in verschieden militärischen Aufklärungseinheiten der United States Army. Ab 1981 entwickelte er auch Systeme zur militärischen Aufklärung aus dem Weltraum.

## Astronautentätigkeit
Im September 1988 wurde CWO-4 (Hauptfähnrich) Hennen von der U.S. Army als Nutzlastspezialistenkandidat ausgewählt und trainierte ab März 1989 für das sogenannte Terra-Scout-Programm. Im August wurde er zum Nutzlastspezialisten für die Mission STS-44 bestimmt und begann ab 1990 die Astronautenausbildung bei der NASA.

### STS-44
Am 24. November 1991 startete Hennen als Nutzlastspezialist mit der Raumfähre Atlantis zur Mission STS-44. Es war eine Mission für das US-Verteidigungsministerium. Die nicht geheime Nutzlast enthielt neben anderen militärischen Experimenten einen DSP-Satelliten und dessen Oberstufen-Triebwerk, um den Satelliten in eine höhere Umlaufbahn zu befördern.

## Nach der NASA
Im Dezember 1995 schied Hennen aus der Army aus und arbeitet seitdem als Geschäftsführer in der von ihm mitgegründeten Atlantis Foundation.

## Privates
Thomas Hennen ist verheiratet und hat sechs Kinder.